# 福拉蒙塔涅
福拉蒙塔涅（法語：Faux-la-Montagne，法語發音：[fo la mɔ̃taɲ]）是法国克勒兹省的一个市镇，属于欧比松区。

## 地理
福拉蒙塔涅（45°45'3"N, 1°56'5"E）面积47.89 平方千米，位于法国新阿基坦大区克勒兹省，该省份为法国中部省份，位于法國中央高原西北部，北起安德尔省和谢尔省，西接维埃纳省，南至科雷兹省，东临多姆山省，东北与阿列省接壤。
与福拉蒙塔涅接壤的市镇（或旧市镇、城区）包括：佩尔勒瓦德、塔尔纳克、让西乌-皮日罗勒、瓦西维耶尔湖畔鲁瓦耶尔、拉维勒迪约、滨湖博蒙、内德、朗普纳。

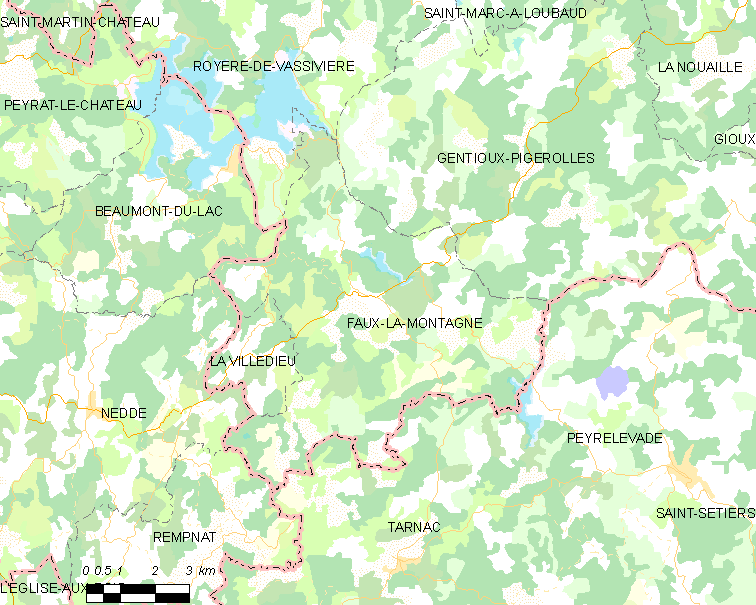
福拉蒙塔涅的OSM定位图

福拉蒙塔涅的时区为UTC+01:00、UTC+02:00（夏令时）。

## 行政
福拉蒙塔涅的邮政编码为23340，INSEE市镇编码为23077。

## 政治
福拉蒙塔涅所属的省级选区为费勒坦县。

## 人口

1962-2008年间福拉蒙塔涅人口变化图示

福拉蒙塔涅于2022年1月1日时的人口数量为448人。